# Guthrie (Kentucky)
Pour les articles homonymes, voir Guthrie.
La ville de Guthrie est située dans le comté de Todd, dans l’État du Kentucky, aux États-Unis. Sa population s’élevait à 1 419 habitants lors du recensement de 2010, estimée à 1 407 habitants en 2016.

## Source
- (en) Cet article est partiellement ou en totalité issu de l’article de Wikipédia en anglais intitulé « Guthrie, Kentucky » (voir la liste des auteurs).